# Marcos Suka-Umu
Marcos Suka-Umu Martín (nacido el 6 de julio de 1985 en Madrid, Comunidad de Madrid) es un jugador  de baloncesto español que pertenece a la plantilla del Lille Métropole Basket Clubs del Campeonato de Francia de Baloncesto Pro B. Con una altura de 1,92 metros ocupa la posición de escolta.

## Trayectoria deportiva
Tras formarse como jugador en distintos clubes de la Comunidad de Madrid, en la temporada 2005/06 dio su paso al profesionalismo tras fichar por el CB Clavijo de LEB Plata. Posteriormente formó parte de CB Qalat, también de LEB Plata, antes de firmar por el CABAUB La Palma de LEB Oro en el que permaneció durante dos temporadas.
La temporada 2009/10 jugó en las filas del Kics Vigo de LEB Oro, finalizando la campaña con unos números de 9 puntos y 2 asistencias por partido.
En septiembre de 2010 recala en las filas del Melilla Baloncesto, de LEB Oro, club al que llega para suplir la baja del lesionado Óscar Yebra.
En la temporada 2012-13 ficha por el Básquet Coruña de LEB Oro.
En septiembre de 2013 fichó por el CB Valladolid de la liga ACB, debutando en esta competición.
En 2014, firma por el Club Ourense Baloncesto, con el que consigue el ascenso a la liga ACB.
En la temporada 2015-16, firma por el Club Melilla Baloncesto de la Liga LEB Oro, por dos temporadas
En verano de 2017, firma por el Lille Métropole Basket Clubs del Campeonato de Francia de Baloncesto Pro B, en el que permanece durante dos temporadas.
En la temporada 2020-21, firma por el Saint-Vallier Basket Drôme de la NM1, la tercera categoría del baloncesto francés. Tras lograr el ascenso a la LNB Pro B, en la temporada 2021-22 continúa en el Saint-Vallier Basket Drôme.
El 18 de septiembre de 2022, con 37 años regresa al Lille Métropole Basket Clubs del Campeonato de Francia de Baloncesto Pro B.

## Clubes
- CB Clavijo (2005-2006)
- CB Qalat (2006-2008)
- UB La Palma (2007-2009)
- Kics Vigo (2009-2010)
- Melilla Baloncesto (2010-2012)
- CB Coruña (2012-2013)
- CB Valladolid (2013-2014)
- Club Ourense Baloncesto (2014-2015)
- Club Melilla Baloncesto (2015-2017)
- Lille Métropole Basket Clubs (2017-2019)
- JA Vichy-Clermont (2019-2020)
- Saint-Vallier Basket Drôme (2020-2022)
- Lille Métropole Basket Clubs (2022-)